# Antonín Švehla
Antonín Švehla (Praga, 15 aprile 1873 – Praga, 12 dicembre 1933) è stato un politico cecoslovacco, esponente del partito agrario e due volte primo ministro della Cecoslovacchia dal 7 ottobre 1922 al 18 marzo 1926 e dal 12 ottobre 1926 al 1º febbraio 1929.